# Jan Hus
Jan Hus (Husinec, c. 1373/75 – Constança, 6 de julho de 1415), por vezes aportuguesado como João Hus ou João Huss, foi um teólogo, pensador e reformador religioso tcheco. Ele iniciou um movimento religioso (cujos seguidores foram chamados de hussitas) baseado nas ideias de John Wycliffe, e foi um dos principais precursores do protestantismo. Ele foi executado em 1415 — foi queimado vivo e morreu cantando um cântico (cântico de Davi "Jesus filho de Davi tem misericórdia de mim"). Sua extensa obra escrita concedeu-lhe um importante papel na história literária tcheca. Também é responsável pela introdução do uso de acentos na língua tcheca por modo a fazer corresponder cada som a um símbolo único. Hoje em dia a sua estátua pode ser encontrada na praça central de Praga, a Praça da Cidade Velha, em tcheco Staroměstské náměstí.

## Infância e estudos
Jan Hus nasceu em Husinec (75 km a sul-sudoeste de Praga) em data incerta. Alguns apontam para 1369 ou 1373. Pesquisas contemporâneas indicam o período entre 1373 e 1375. A crença de que ocorreu em 6 de julho possui caráter lendário, sendo uma analogia ao dia de sua morte. Uma pesquisa recente sugeriu uma data exata de nascimento: 1 de julho de 1372. O nome Hus é a abreviação do seu lugar de nascimento, feita pelo próprio, em cerca de 1399; anteriormente era conhecido como Jan Husinecký, ou, em latim, Johannes de Hussinetz. Seus pais eram checos de poucas posses.
Teve de ganhar a vida cantando e prestando serviços na Igreja. Sentiu-se atraído pela profissão clerical não tanto por um impulso interior mas pela atração de uma vida tranquila como clérigo. Estudou em Praga, onde teria estado por volta de 1386. Foi grandemente influenciado por Stanislav ze Znojma, que mais tarde se tornaria seu amigo íntimo e finalmente um grande inimigo. Como estudante, Hus não foi excepcional, mas aplicado. Nos seus escritos usava frequentemente citações de John Wycliffe. Era uma personalidade de temperamento quente. Em 1393 conclui o bacharelado em letras, em 1394 o bacharelado em teologia, e em 1396 o mestrado. Em 1400 foi ordenado padre, em 1401 tornou-se reitor da faculdade de Filosofia, e no ano seguinte foi reitor da Universidade Carlos. Em 1402 foi nomeado também pregador na Igreja de Belém em Praga, onde pregava em língua checa.

## Influência de Wycliffe na Boêmia
No seguimento do casamento da irmã do rei Venceslau, Anne, com Ricardo II de Inglaterra em 1382, os escritos filosóficos de Wycliffe tornaram-se conhecidos na Boêmia. Como estudante, Hus tinha sido atraído por eles, particularmente pelo seu realismo filosófico. A sua inclinação para as reformas eclesiásticas foi despertada pelos escritos teológicos de Wycliffe. O chamado Hussismo das primeiras décadas do século XV não era mais do que Wyclifismo transplantado para solo Boémio. Como tal, continuou até à morte de Hus, tornou-se depois utraquismo e seguidamente taboritismo (ver também: Guerras Hussitas).

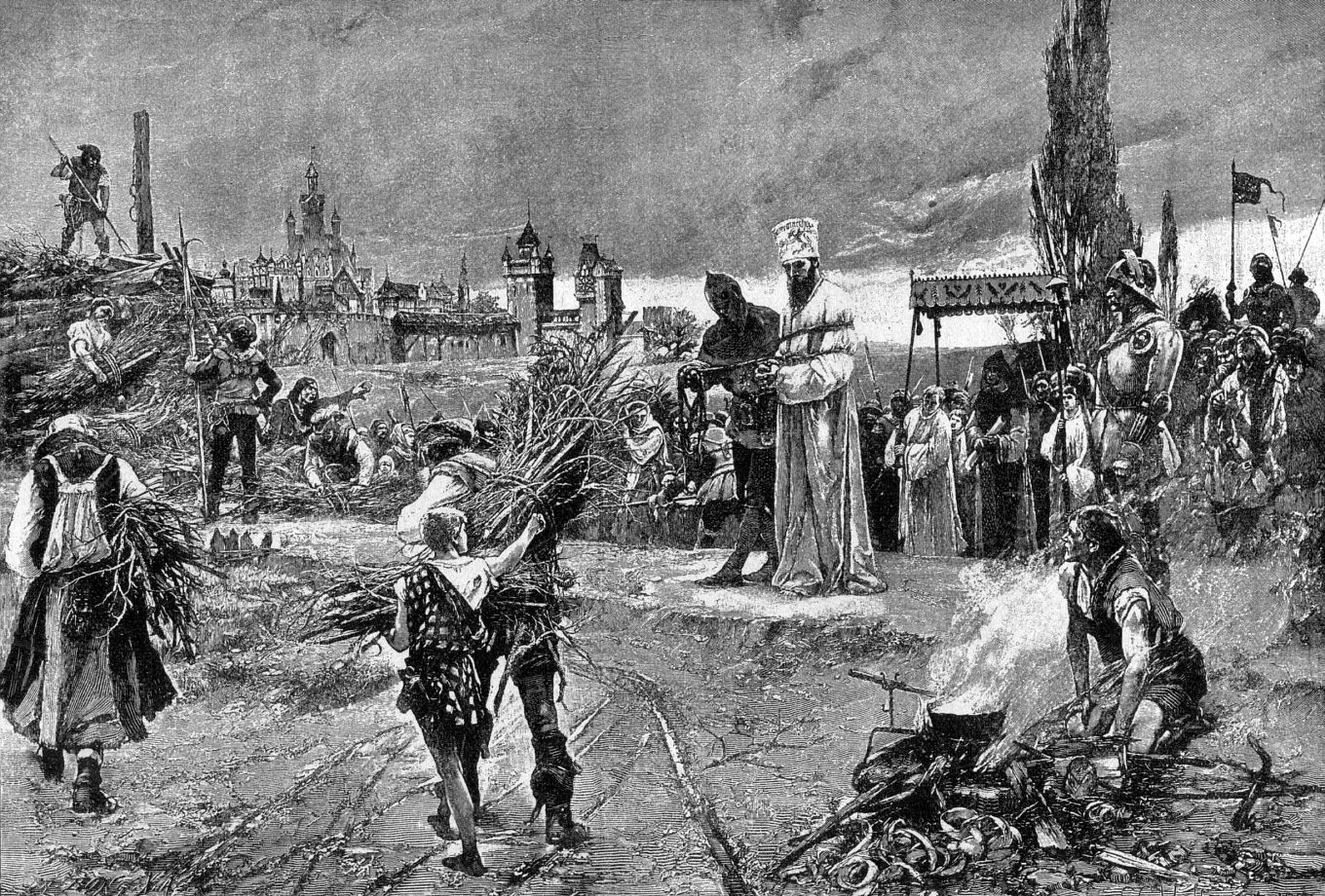
Preparação da execução de Jan Hus

Os escritos teológicos de John Wycliffe espalharam-se rapidamente pela Boémia, trazidos em 1402 por Jerônimo de Praga, renomado bacharel que havia estudado na Universidade de Oxford (onde Wycliffe lecionara no século XIV) e que, mais tarde, tornou-se amigo e seguidor de Huss. Tais escritos causaram profunda impressão em Hus. A universidade decretou-se contra as novas doutrinas, e em 1403 proibiu uma disputa sobre 45 Teses tiradas em parte de Wycliffe. Sob a tutela do Arcebispo Zbyněk Zajíc (desde 1403), Hus gozou inicialmente de boa reputação. Em 1405 ele estava ativo como pregador sinodal, mas o bispo foi forçado a depor contra ele devido aos ataques dele contra o sacerdócio.
Hus pregava o Sacerdócio Universal dos Crentes, no qual qualquer pessoa pode comunicar-se com Deus sem a mediação sacramental e eclesial.

## O cisma papal

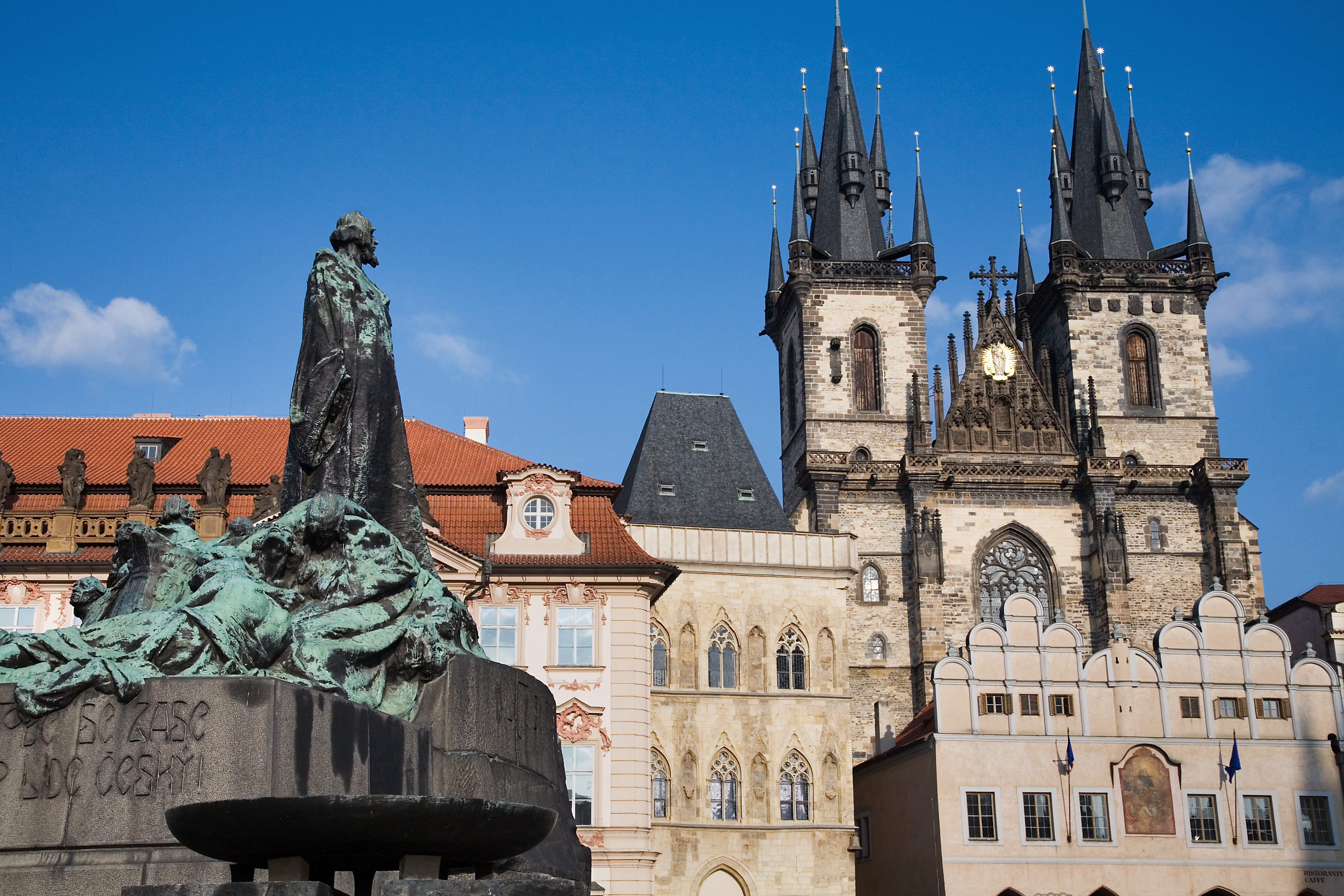
Monumento em memória de Jan Hus, na Praça da Cidade Velha em Praga

O desenvolvimento da situação na universidade de Praga dependeu em grande parte da questão do cisma papal. O rei Venceslau, que estava prestes a assumir o comando do governo, mas que não dispunha do apoio de Gregório XII, afastou-se dele e ordenou ao seu prelado que observasse a estrita neutralidade face a ambos os papas, esperando o mesmo da universidade.
O arcebispo permaneceu fiel a Gregório, e na universidade foi apenas a nação Boémia, com Hus como seu porta-voz, que se manifestou neutra.
Irado com esta atitude, Venceslau, com a instigação de Hus e de outros líderes checos, emitiu em Kutná Hora um decreto segundo o qual seriam concedidos à nação boémia três votos em todos os assuntos da universidade, enquanto que às nações estrangeiras, principalmente a alemã, teriam apenas um voto. Como consequência, muitos doutores, mestres e estudantes alemães deixaram a universidade em 1409, e a Universidade de Leipzig foi fundada. Desta forma, Praga tornou-se uma escola checa, tendo os emigrantes espalhado a fama das doutrinas Boêmias para zonas distantes.

## Tradição
O professor Tomáš Garrigue Masaryk usou o nome de Hus no seu discurso na Universidade de Genebra em 6 de julho de 1915, para defesa contra a Áustria e em julho de 1917 para o título do primeiro corpo de tropas suas legiões na Rússia. 